# Hints Allegations and Things Left Unsaid
Hints Allegations and Things Left Unsaid è l'album di debutto dei Collective Soul, pubblicato in un primo tempo sotto l'etichetta Rising Storm Records nel 1993 e ripubblicata nel 1994 dall'Atlantic Records.

## Tracce
1. Shine – 5:05
2. Goodnight, Good Guy – 3:35
3. Wasting Time – 3:27
4. Sister Don't Cry – 3:52
5. Love Lifted Me – 3:48
6. In a Moment – 3:53
7. Heaven's Already Here – 2:13
8. Pretty Donna – 1:58
9. Reach – 4:21
10. Breathe – 3:03
11. Scream – 3:00
12. Burning Bridges – 3:36
13. All – 3:29
14. Beautiful World – 3:38

## Formazione
- Ed Roland – voce, chitarra addizionale
- Dean Roland – chitarra ritmica
- Ross Childress – chitarra solista
- Will Turpin – basso
- Shane Evans – batteria, percussioni

Altri musicisti
- Matthew Serletic – tastiera, trombone
- Joe Randolph – chitarra in Goodnight, Good Guy, Love Lifted Me e Scream
- Melissa Ortega – violino in Wasting Time
- Jun-Ching Lin – violino
- David Braitberg – violino
- Paul Murphy – viola
- Daniel Laufer – violoncello